# Kościół św. Wojciecha w Starogardzie Gdańskim
Kościół św. Wojciecha w Starogardzie Gdańskim – kościół w Starogardzie Gdańskim, wybudowany w latach 1936–1939. W 2002 obiekt wpisano do rejestru zabytków.

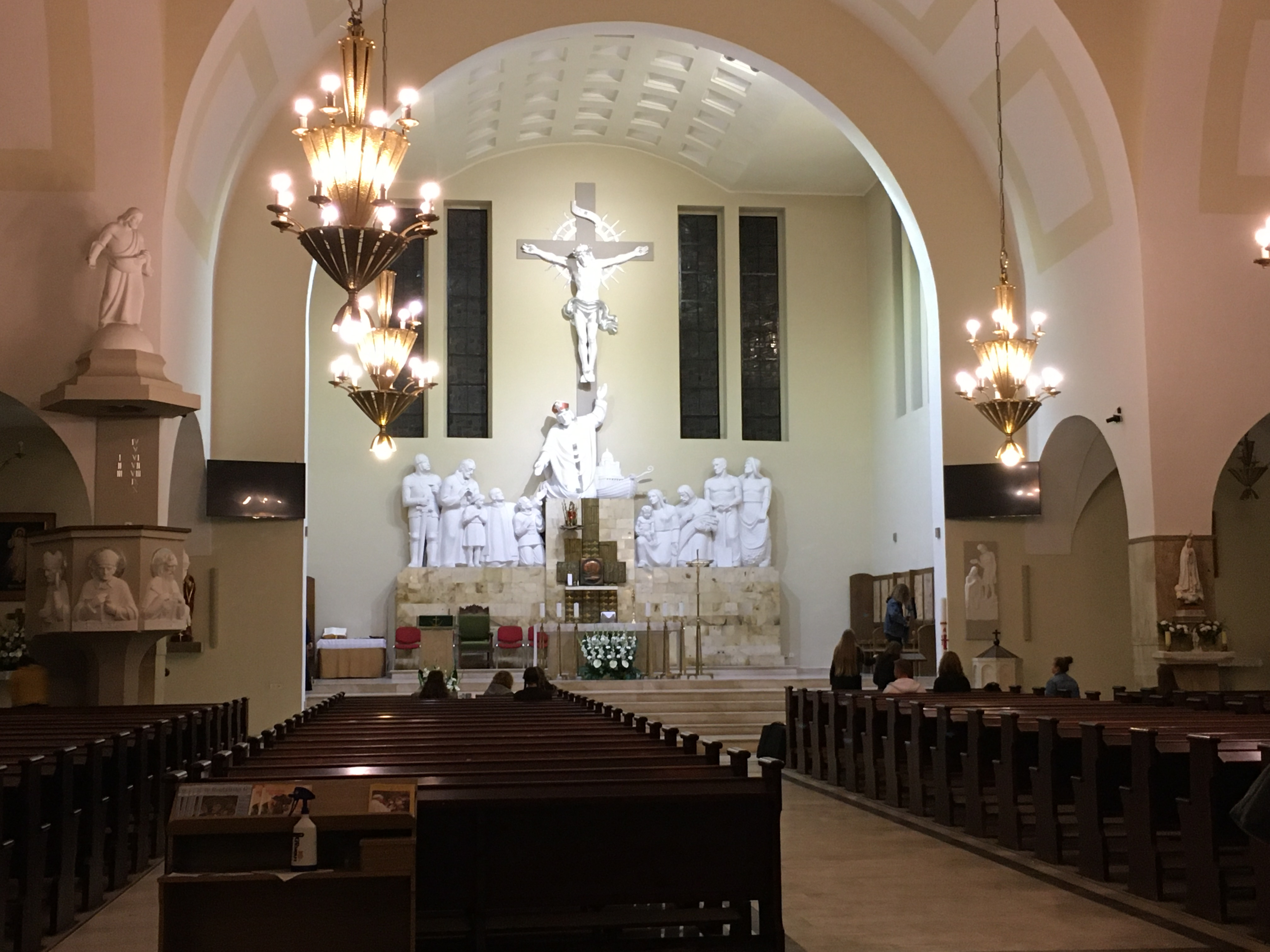
Wnętrze świątyni

Inicjatorem budowy kościoła był ks. Henryk Szuman, proboszcz parafii św. Mateusza, z której parafia św. Wojciecha została wydzielona. W 1932 zakupił 75 ha ziemi przy ul. Pomorskiej. 25 listopada 1934 poświęcono kamień węgielny, a w 1936 rozpoczęto budowę według projektu Kazimierza Ulatowskiego. W 1939 budynek był w stanie surowym, z oknami i podstawowym oświetleniem. Podczas II wojny światowej kościół został częściowo zniszczony przez pociski artyleryjskie, a także przeznaczony na magazyn i stajnię. 
W 1945 przystąpiono do stopniowej odbudowy kościoła. W 1952 roku ukończono ołtarz główny, którego autorem jest toruński rzeźbiarz Ignacy Zelek. 23 kwietnia 1953 został konsekrowany przez biskupa chełmińskiego Józefa Kowalskiego.
Na emporze ustawione są 44–głosowe organy, wykonane w latach 70. XX wieku przez Józefa Mollina. 